# Pudu południowy
Pudu południowy (Pudu puda) – gatunek ssaka parzystokopytnego z rodziny jeleniowatych (Cervidae), jedyny przedstawiciel rodzaju pudu (Pudu). Zamieszkuje lasy i zarośla południowo-zachodniej Ameryki Południowej (Argentyna, Chile), kryjąc się w gęstym podszycie. Należy do niewielkich jeleniowatych, przerastając jednakże pudu północnego, inny gatunek z osobnego rodzaju. Nie wyróżniono podgatunków. Nosi na głowie niewielkie, nierozgałęzione poroże. Wiedzie samotny tryb życia, broni terytorium. Samiec uwodzi samicę, która po około 195 dniach ciąży rodzi pojedynczego, cętkowanego noworodka, szybko dorastającego. Gatunkowi zagraża niszczenie siedlisk i polowania, prowadzone głównie przez psy.

## Budowa

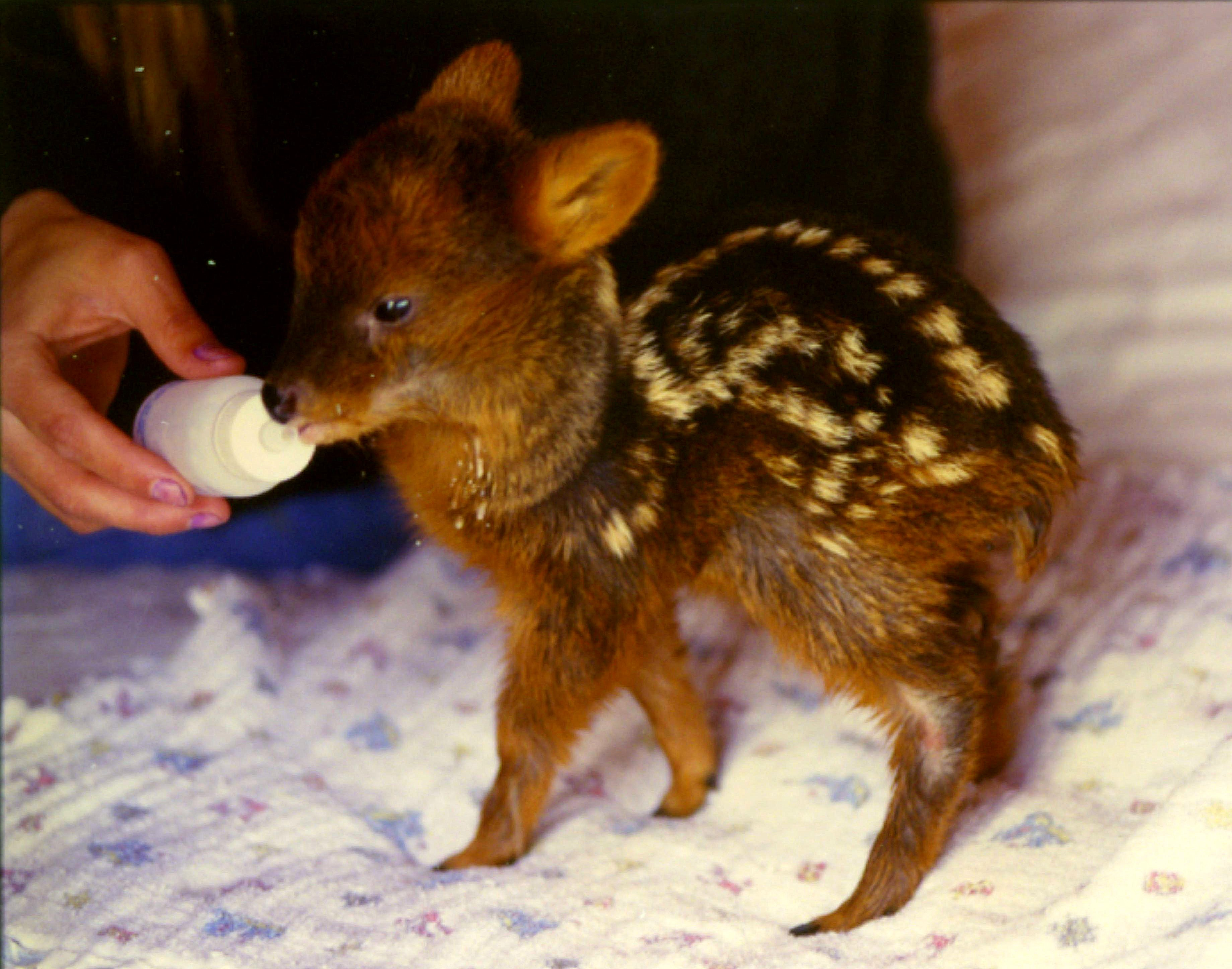
Koźlę pudu karmione mlekiem z butelki

Długość głowy i tułowia wynosi 80 cm, a ogona 4 cm. Wysokość w kłębie wynosi między 30 a 40 cm. Masa ciała wynosi zwykle od 9 do 10 kg, aczkolwiek zdarza się i 14 kg. Czyni to pudu południowego większym i cięższym od pudu północnego, osiągającego 75 cm długości i 5–6 kg. Niemniej pudu południowy należy do niewielkich jeleniowatych. Najmniejsi przedstawiciele tej grupy osiągają niewiele mniej, bo 70 cm długości, najwięksi natomiast przekraczają 3 m.
Ciało pudu południowego pokrywa futro przybierające latem barwę rudą, zimą zaś ciemnobrązową. Bledsze jest na kończynach. Koźlęta cechują się nakrapianiem, ustępującym w wieku 3 miesięcy. Odróżnia to młode pudu południowego od nienakrapianych młodych pudu północnego.
Występuje duży gruczoł przedoczodołowy. Pysk mieści 32 zęby u dorosłego zwierzęcia. Głowa nosi poroże w postaci nierozgałęzionych kolców długości od 5 do 9 cm, maksymalnie do 10 cm. Pojawia się ono w wieku między 9 a 12 miesięcy i zrzucane jest synchronicznie co roku, między czerwcem a lipcem. W październiku nowe poroże zrzuca aksamitną skórę.
Występują gruczoły międzypalcowe niewielkiej wielkości. Kończyny wieńczą krótkie kopyta.

## Systematyka
Nowy gatunek opisał w 1782 Juan Ignacio Molina. Nadał mu nazwę Capra puda. Jako miejsce typowe podał Chile, „Cordigliera … delle Province Australi”, co w 1961 Cabrera uściślił do lasów wokół jeziora Lago Todos los Santos w prowincji Chiloé. Gatunek ten obrany został przez Graya gatunkiem typowym wprowadzonego przez niego w 1852 podrodzaju Pudu rodzaju Coassus. W 1870 Sclater podniósł ten podrodzaj do rangi osobnego rodzaju. Prócz pudu południowego rodzaj Pudu obejmował jeszcze drugi gatunek zwany pudu północnym, lecz analiza przeprowadzona w 2024 na podstawie danych morfologicznych i genetycznych wykazała, że pudu południowy nie jest gatunkiem siostrzanym dla pudu północnego. Dlatego pudu północny wraz z nowo opisanym gatunkiem został przeniesiony do ponownie wskrzeszonego rodzaju Pudella. Rodzaj należy do plemienia Odocoileini w podrodzinie saren w rodzinie jeleniowatych.
Podgatunków nie wyróżnia się.

### Etymologia
- Pudu (Pudua) i puda: nazwa rodzajowa i epitet gatunkowy pochodzą od hiszp. pudú ‘jelonek’, od mapudungun pudu ‘jelonek’[16][17].
- Nanelaphus: gr. νανος nanos ‘karzeł’[18]; ελαφος elaphos ‘jeleń’[19].

## Tryb życia

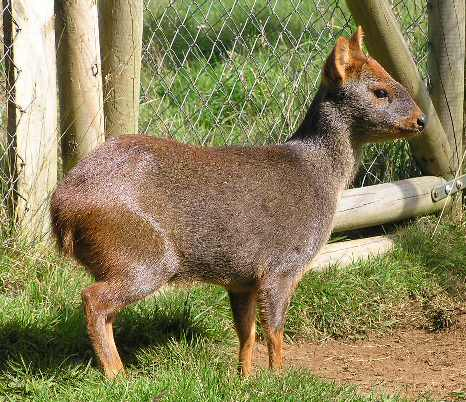
Młody pudu południowy

Zwierzę prowadzi tryb życia samotny bądź w tymczasowych parach. Pudu południowy aktywny jest głównie zmierzchem, aczkolwiek aktywność może przypadać tak na dzień, jak i na noc. Przebywa w gęstym podszycie leśnym, co ułatwia mu niewielkie ciało o zbitej budowie. Zajmuje areał od 15 do 25 ha, a niekiedy jeszcze większy, zachodzący na obszary sąsiednich osobników, którego jednak w razie potrzeby broni. Występuje znaczenie terytorium kałem w latrynach. Zdarzają się walki międzyosobnicze, podczas których rywale skaczą na siebie, gryzą i uderzają przednimi kończynami.
Samica w wieku 12–18 miesięcy może przystąpić do rozrodu. Czasem uzyskuje dojrzałość płciową wcześniej, w wieku 5–6 miesięcy. Samiec musi poczekać dłużej – zdolność do rozrodu uzyskuje wieku 2–3 lat. Rozród jest sezonowy. Sezon godowy obejmuje głównie marzec i kwiecień. Samce zalecają się wtedy do samic, skłaniając się przed nimi i dotykając brzuchem podłoża. Samica miesiączkuje w cyklu 11-dniowym. Po kopulacji z samcem zachodzi w ciążę trwającą około 195 dni. Noworodki przychodzą na świat w listopadzie i grudniu. Matka wydaje na świat tylko jedno młode ważące od 700 do 900 g. W wieku 12 dni zaczyna ono przyjmować prócz matczynego mleka pokarm stały. Wcześnie też matka kończy karmienie, być może już po 2 miesiącach. Długość życia pudu południowego w niewoli to 17–18 lat, choć dawniej podawano 15 lat. IUCN szacuje pokolenie na 12–15 lat.

## Rozmieszczenie geograficzne
Pudu południowy zamieszkuje południowo-zachodnią część kontynentu południowoamerykańskiego. Występuje w Chile i Argentynie. W południowym Chile zasiedla tereny pomiędzy rzeką Mataquito na 35°S (IUCN podaje dokładniej 35°10’S) a jeziorem Buenos Aires, półwyspem Esmeralda i jeziorem San Rafael na 47°S (wg IUCN 46°45’S). Dokładniej: zasiedla przybrzeżną część Maule, Cordillera de Oncol, Cordillera de Nahuelbuta, Park Narodowy Chiloé, Puyehue, Perez-Rosales, Huinay, Palena. Zasiedla także przylegające tereny zachodniej Argentyny od południowo-wschodniej prowincji Neuquén na południe aż do podnóża Andów, osiągając prowincję Chubut, gdzie sięga Parku Narodowego Los Alerces. IUCN wspomina tu 54 lokalizacje między Lago Quillén, Park Narodowy Lanín (39°23′S 71°17′W/-39,383333 -71,283333) i Arroyo Pirámide, Park Narodowy Los Alerces (42°58′S 72°00′W/-42,966667 -72,000000. Zasięg występowania nie jest znany dokładnie, ale przekracza 20 000 km².

## Ekologia
W przeciwieństwie do bardziej górskiego pudu północnego, pudu południowy zamieszkuje umiarkowane lasy od poziomu morza do wysokości 1700 m, preferując jednak wyższą część tej strefy. Radzi sobie w lasach wtórnych, także zdegradowanych przez człowieka. Zasiedla lasy wiecznie zielone, lasy Fitzroya cupressoides, Nothofagus dombeyi, ale też plantacje eukaliptusa i bambusów. Pokarm zdobywa na skrajach lasów, żywiąc się wyżej rosnącą roślinnością. Konsumuje młode liście, pędy drzew i krzewów, owoce i zioła. Sam z kolei pada ofiarą pumy, ocelota chilijskiego, lisów i puchacza magellańskiego. Na wyspie Chiloé stanowi od 3 do 7% diety nibylisa Darwina.

## Zagrożenia i ochrona

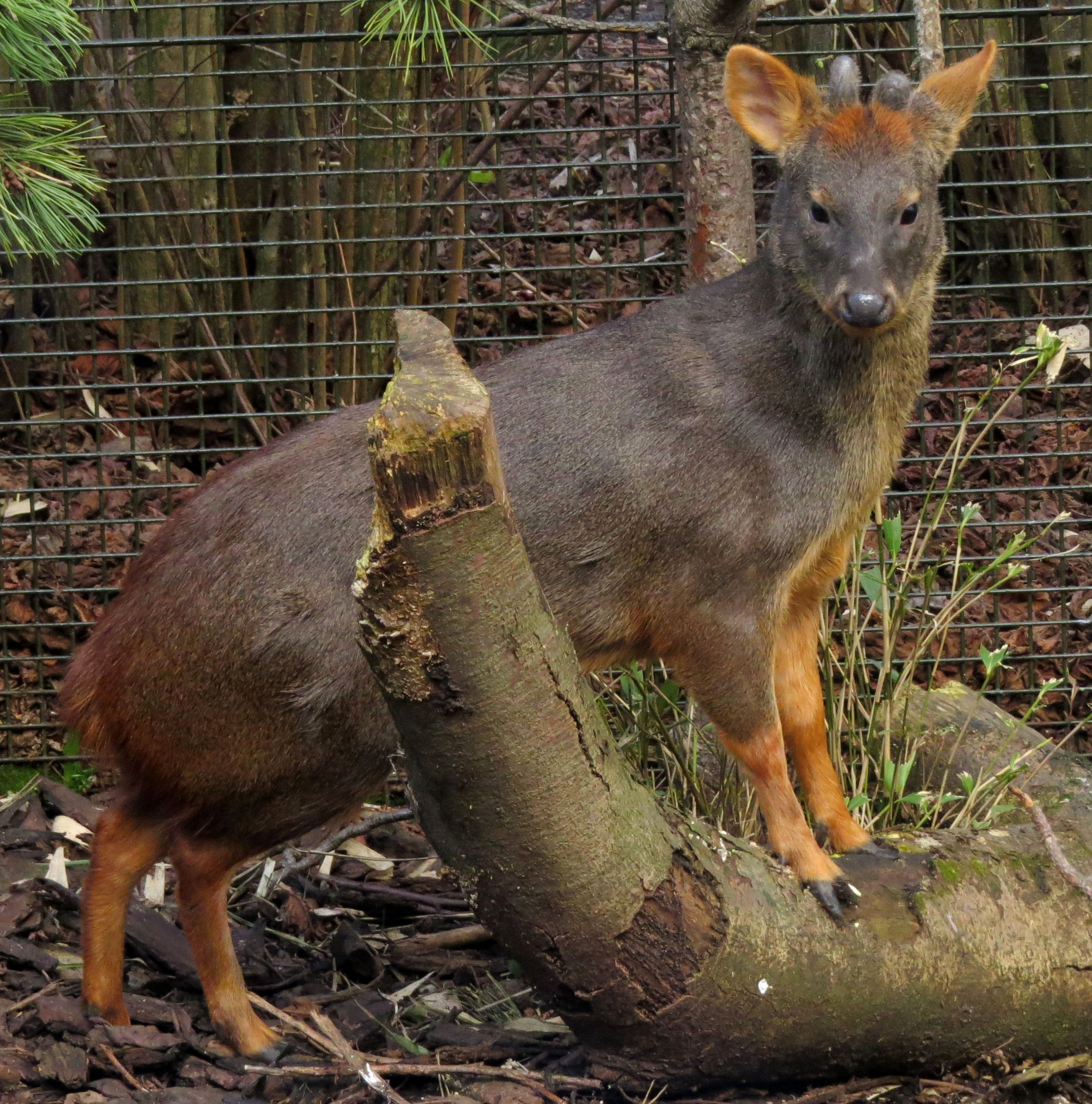
W zoo w Edynburgu

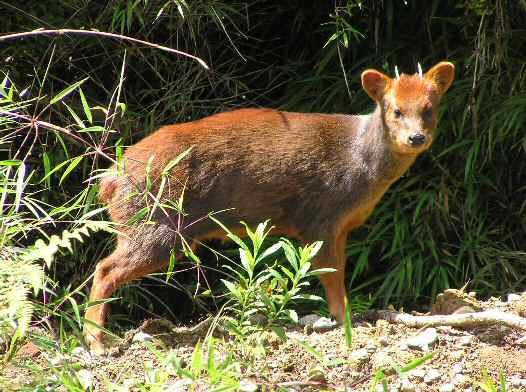
W gąszczu roślin

Całkowita liczebność pudu południowego spada. Wedle publikacji z 1998, 2008 i 2010 wynosi poniżej 10 000 sztuk, IUCN wskazuje jednak brak oszacowań terenowych. Zauważa dalej obfitość gatunku w Chiloe i Kordylierze Nadbrzeżnej w Los Ríos i Los Lagos oraz w Nahuelbuta. Z drugiej strony jest on rzadki w innych pasmach Andów tego rejonu, ograniczając się właściwie do obszarów nadrzecznych i lasów niewielkich dolin okalających tereny chronione, i bardzo rzadki w Araukanii. Szacuje się, że 10 000 pudu południowych potrzebuje od 15 800 do 25 600 km² pierwotnego lasu.
Spadek liczebności wiązać się może z niszczeniem lasów, polowaniami psów (głównie w okolicach domostw i dróg, ale także w parkach narodowych) i kłusownictwem (zarówno dla utrzymania się, jak i dla kolekcjonerów, w latach 80. XX w. ponad 600 okazów zabito tylko na wyspie Chiloé). Ponadto spadek ten wiąże się z wprowadzaniem obcych gatunków, nie tylko jeleniowatych, ale i dzika, które to niszczą podszyt i środowisko w ogóle, utrudniając też regenerację lasu. Ponadto podejrzewa się, że dziki mogą polować na młode pudu, choć nie zostało to dowiedzione. Bydło z kolei roznosi wśród pudu choroby wywoływane przez Pestivirus czy Mycobacterium avium paratuberculosis. Z kolei wprowadzone do biotopu pudu zające stanowią źródło pożywienia rozrastającej się populacji pum, polujących i na pudu. Dodatkowo pudu południowe giną w wypadkach drogowych, także w parkach narodowych. Kolejne zagrożenia mogą wiązać się z planowanym mostem łączącym wyspę Chiloé, umożliwiającym co prawda wymianę genów między izolowanymi wcześniej populacjami pudu, ale i migracje drapieżników. IUCN wskazuje jednak na pozytywny stosunek do pudu południowego miejscowej ludności, choćby chroniącej go przed psami, choć w pojedynczych miejscach kłusownictwo trwa.
IUCN zauważyła gatunek po raz pierwszy w 1965, kiedy to wskazano na brak badań wystarczających do ustalenia statusu gatunku. W 1995 gatunek określono jako niedostatecznie poznany. 2 lata później status zmieniono na narażony (VU), co podtrzymano w 2008. W 2016 status obniżono na gatunek bliski zagrożenia (NT). IUCN motywuje to niewielkim zasięgiem występowania i endemizmem. Wskazuje też istotny spadek liczebności w ostatnim półtysiącleciu, w ostatnich 3 pokoleniach spadła ona o jedną piątą. Niemniej nie spełnia kryteriów wymaganych dla uznania gatunku za narażony.
Zwierzę obejmuje załącznik I CITES. Zamieszkuje ono liczne tereny chronione, w Argentynie 98% lokalizacji mieści się w obrębie parków narodowych. Ponadto prawo argentyńskie i chilijskie zabrania polowań na pudu południowego. W Argentynie uchodzi za gatunek specjalnej wartości. W Chile uznaje się go za gatunek wrażliwy na poziomie kraju, istnieją tam też prywatne tereny chronione zasiedlane przez pudu południowego. W niewoli trzymano 295 zwierząt (dane opublikowane w 2010). Odebrane z niewoli osobniki poddawano rehabilitacji i wypuszczano na wolność, jednak efektywność takiego postępowania była niewielka, jako że rzeczone osobniki padały łupem pum.